# Charly López Rodríguez
Juan Carlos López Rodríguez, més conegut com a Charly López Rodríguez, (Lleó, 10 de juny de 1957) és un ex jugador de bàsquet espanyol que mesurava 1.94 cm i la posició en la pista era la d'escorta.
Es va formar en les categories inferiors de l'Estudiantes. Va jugar professionalment, a més de a l'Estudiantes, al Joventut, CB Zaragoza, Peñas Huesca i Gijón Bàsquet. Va destacar com a gran tirador, principalment des de la línia de tres. De la seva carrera destaca la Copa del Rei aconseguida l'any 1983 amb el CB Saragossa, jugant la final davant del FC Barcelona, en la que ell va fer la cistella decisiva. També va aconseguir un subcampionat de lliga en la temporada 1980-1981 amb l'Estudiantes, i va ser el màxim anotador de triples a la lliga ACB a l'any 1984. També va vestir la samarreta de la selecció espanyola, amb la que també va aconseguir la medalla de bronze amb l'equip Júnior en el Campionat d'Europa de Santiago de Compostel·la de l'any 1976. L'any 2006, ja retirat, se li va detectar esclerosi múltiple.